# Nicolás Vidal
Nicolás Vidal (Cali, Valle del Cauca, Colombia; 13 de diciembre de 1996) es un futbolista colombiano. Juega como portero.

## Clubes
| Club            | País     | Año         |
| --------------- | -------- | ----------- |
| América de Cali | Colombia | 2016 - 2018 |
| Bogotá F.C.     | Colombia | 2020        |

## Palmarés

### Campeonato Nacionales
| Título    | Club            | País     | Año  |
| --------- | --------------- | -------- | ---- |
| Primera B | América de Cali | Colombia | 2016 |